# Brett Baer

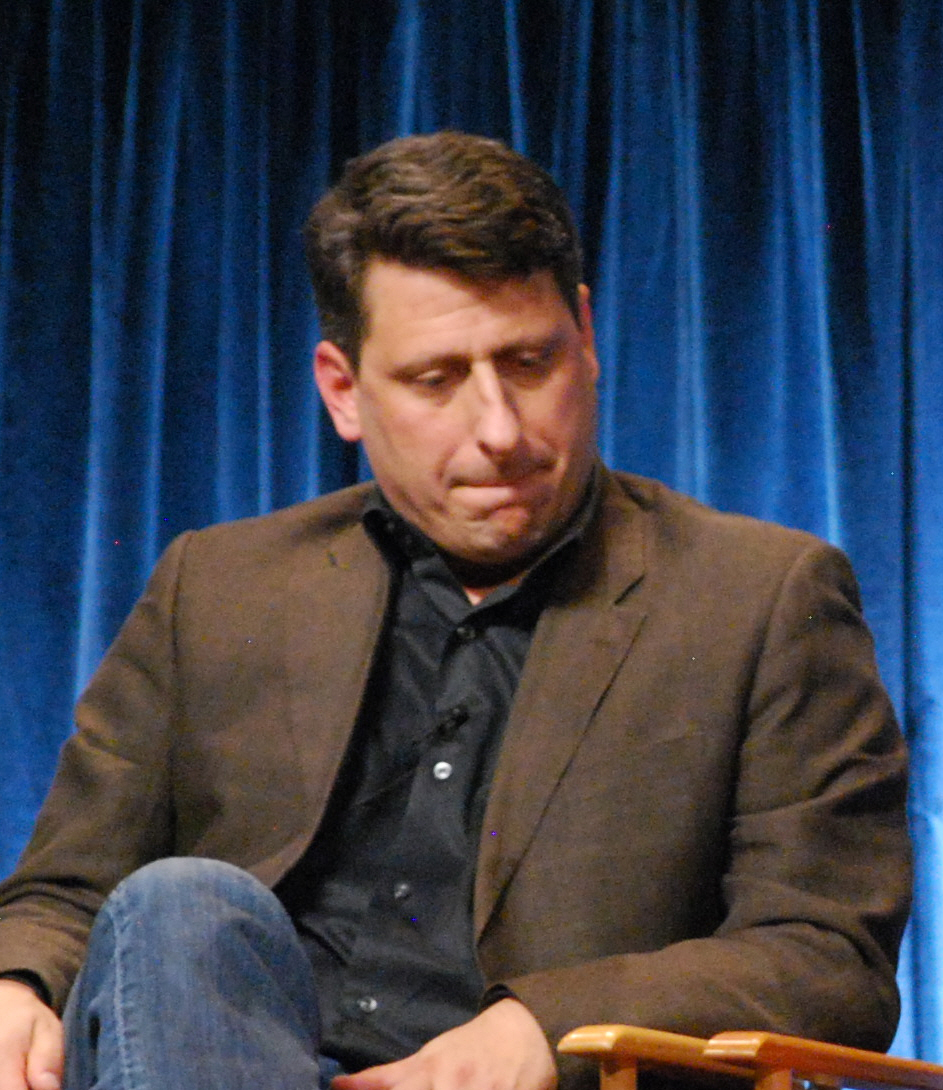
Imagem de Brett Baer.

Brett Baer é um produtor de televisão, actor e roteirista americano, que já trabalhou em muitos programas de televisão de sucesso. Baer trabalha frequentemente com o seu parceiro de roteiro, Dave Finkel.

## Trabalhos de escrita
- 30 Rock (2006)
- Joey (2005)
- The Norm Show
- Duckman